# Nilus albocinctus
Nilus albocinctus là một loài nhện trong họ Pisauridae. Chúng được Carl Ludwig Doleschall miêu tả năm 1859.